# Dơi thùy không đuôi
Dơi thuỳ không đuôi  hay Dơi thuỳ Frit (danh pháp khoa học: Coelops frithii) là một loài động vật có vú trong họ Dơi nếp mũi, bộ Dơi. Loài này được Blyth mô tả năm 1848.